# Soavina Est
Pour les articles homonymes, voir Soavina.
Soavina Est est une commune rurale malgache située dans la région de Vatovavy.